# Флоріан Зебжидовський

Герб Радван

Флоріан Каспер Зебжидовський (пол. Florian Zebrzydowski; ? — 1562) — польський шляхтич. Батько Миколая Зебжидовського. Представник польського шляхетського роду Зебжидовських гербу Радван.

## Біографія
Син ротмістра королівського Яна Зебжидовського (помер до 1538). 
З 1538 року був дворянином при польському королі Сиґізмунді І Старому. У 1548 р. отримав посаду королівського секретаря. У 1552 р. був призначений освенцимським каштеляном і краківським бурґграфом. У 1554 р. отримав посаду люблінського каштеляна. У 1561–1562 рр. — польний гетьман коронний. Мав посади старост сандецького, тишовецького.
Від 1561 року командував контингентом, спрямованим королем Сігізмундом ІІ Августом для підсилення військ ВКЛ під командуванням гетьмана великого литовського Миколи Радзивілла «Рудого» у війні з Московією.
Був одружений із Зофією Дзікувною з Персьні. Діти:
- Миколай Зебжидовський (1553–1620) — генеральний староста краківський (1585), воєвода любельський (1589), великий маршалок коронний (1596–1601), воєвода краківський (1601–1620), староста лянцкоронський. Головний керівник рокошу Зебжидовського.